# Óballa
A Tisza-parti, mintegy 90 fős Óballa (köznyelvi nevén: ’Bala’) közigazgatásilag Törökszentmiklóshoz tartozik, annak külső, de belterületi lakott településrésze. Távolsága a város központjától 11,6 km.

## Jellegzetességei
A település épületeinek jelentős része hagyományos formájú, az alföld építészeti gyakorlatának megfelelően vályogtéglából épült. A három párhuzamos utcából álló településen templom nincs, a vallási-közösségi életet egy harangláb és egy kőkereszt jelzi, illetve az iskolaépületben tartott istentiszteletek szolgálják. A profán közösségi élet színtere az egyetlen kocsma, udvarán padokkal, virágokkal, betonján alkalmi tűzzel, bográcsállvánnyal.
Az utóbbi években hasznosítatlanul álló Klebelsberg iskola épülete és annak kertje lehetőséget ad közösségi funkciók elhelyezésére. 2006-ban megalakult az Óballáért Egyesület, s ennek keretein belül megkezdte működését az Óballai Alkotóház. 2005 óta minden év szeptember első szombatján megrendezik az óballai falunapot, amely a kistérség egyik legnépszerűbb programjává vált.

## Története
1851 óta Törökszentmiklós városhoz tartozik. Korábban évszázadokon keresztül önálló falu, majd a 18. századtól puszta volt. Legkorábbi írásos említése 1261-ből származik, amikor IV. Béla egy oklevélben megerősítette az egri püspökséget birtokaiban. Elnevezése példátlan változatosságot mutat: története folyamán volt Bala, Tiszabala, Puszta-Bala, Kukás-Bala, Belső-Bala, Balla-telep, Óballa-telep, Tiszaóballa, Tisza-Ó-Bala, Óballa-puszta. A lakosság azonban mindig csak Balának nevezte.
A falu 1855 előtt a Tiszához közelebb, a jelenlegi árterületen belül feküdt. Innen az 1855. évi pusztító árvíz után települt át mai, kb. egy km-rel távolabbi és némileg magasabban fekvő helyére. Korábban volt két külterületi lakott helye is: Közép- vagy Kis-Bala, valamint Külső- vagy Újbala. Az Újbalai területen 3 tanya fennmaradt és a mai napig lakott.

## Megközelítése
Óballa zsáktelepülés, a 4-es főút mentén fekvő Törökszentmiklósról közelíthető meg, a 32 126-os számú mellékúton. A város centrumában útjelző tábla mutatja a leágazást a falu felé. Naponta néhány alkalommal busszal is el lehet jutni a településre.